# Aphanocrex podarces
Frango-d'água-de-santa-helena ou frango-de-água-de-santa-helena (Aphanocrex podarces) foi uma espécie de ave incapaz de voar da família dos ralídeos. Era endêmica das ilha de Santa Helena, no Atlântico Sul. Tornou-se extinta no começo do século XVI.